# Olaria (Minas Gerais)

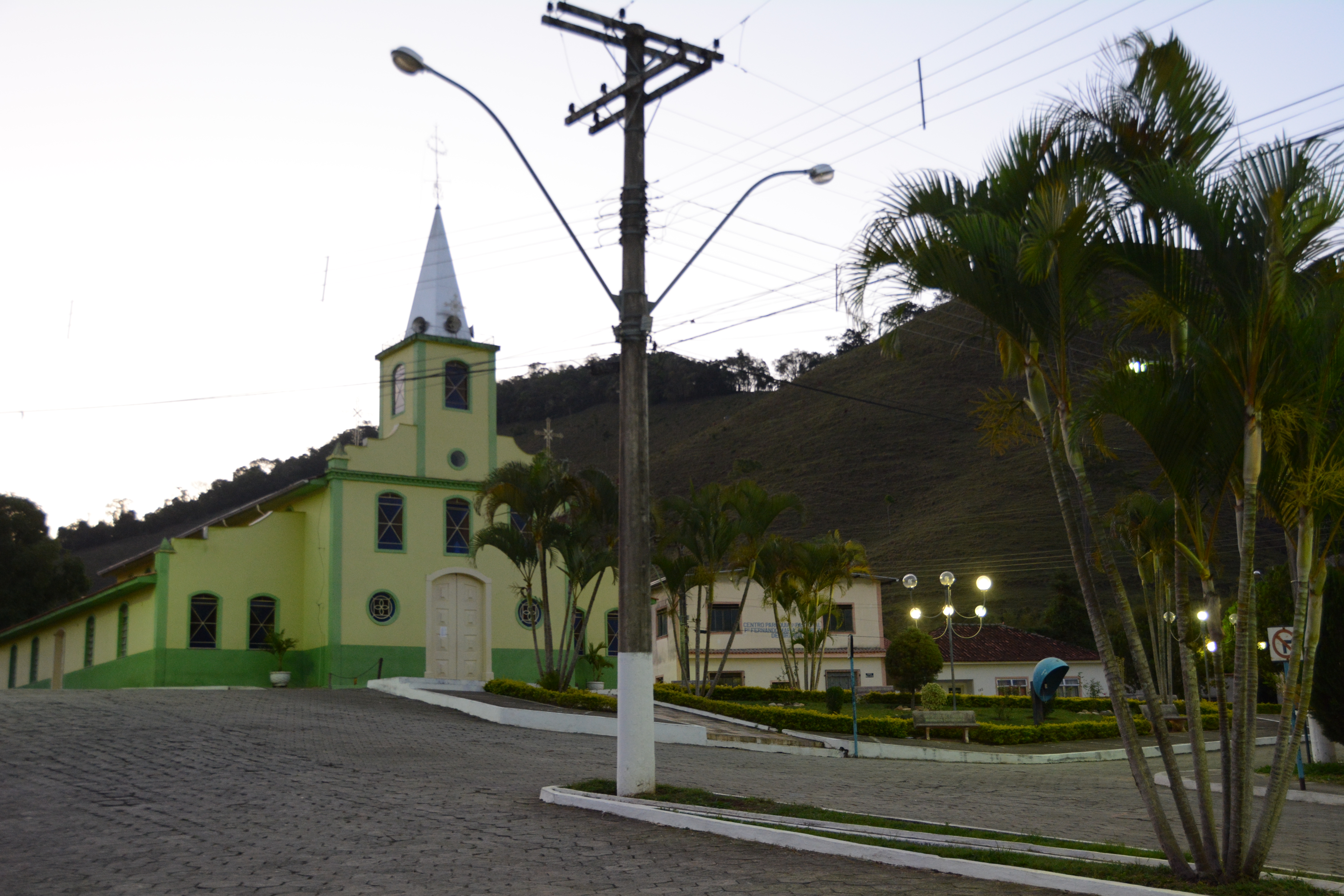
Municipalité Olaria

Olaria est une municipalité brésilienne de l'État du Minas Gerais et la microrégion de Juiz de Fora.